# House of God
"House of God" är ett konceptalbum av danska skräckmästaren King Diamond, utgivet 2000.
Albumet handlar om en man som rider genom en skog, The Devil's Hide (Sv. Djävulens gömma) och stöter på en flock vargar. Vargarna dödar honom dock inte utan stannar hos honom. På morgonen när han vaknar är det bara en varg kvar och det är en av de vackraste varelser han har sett. Han följer vargen till en kyrka där hon förvandlas till en underbar kvinna. Hon berättar för honom om en pakt som man skriver åt någon för att bli avlöst, annars dör man om man inte hunnit att göra det inom ett år. Mannen skriver på pakten och kvinnan är fri att gå. Nu är det bara ensamhet kvar, tills det händer någonting underligt.

## Låtlista
1. "Upon The Cross" - 1:44
2. "The Trees Have Eyes" - 4:46
3. "Follow The Wolf" - 4:27
4. "House Of God" - 5:36
5. "Black Devil" - 4:28
6. "The Pact" - 4:10
7. "Goodbye" - 1:59
8. "Just A Shadow" - 4:36
9. "Help!!!" - 4:21
10. "Passage To Hell" - 1:59
11. "Catacomb" - 5:01
12. "This Place Is Terrible" - 5:34
13. "Peace Of Mind" - 2:31

## Medverkande
- Sång: King Diamond
- Gitarr: Andy La Rocque
- Gitarr: Glen Drover
- Bas: Dave Harbour
- Trummor: John Hébert